# Боске, Пьер Франсуа Жозеф
Пьер Франсуа Жозеф Боске (фр. Pierre François Joseph Bosquet; 8 ноября 1810, Мон-де-Марсан — 5 февраля 1861, По) — французский военачальник и государственный деятель, маршал Франции (18 марта 1856), участник Крымской войны.

## Служба в Алжире
Получил образование в Политехнической школе и в артиллерийском училище в Меце, которое окончил в 1833 году. Был произведён в офицеры и в 1834 году в составе 10-го артиллерийского полка был направлен на службу в Алжир, где прослужил в течение 19 лет. Участвовал в военных действиях. Проявил себя профессионально подготовленным, храбрым и инициативным офицером. С 1839 года — капитан, с 1842 года — майор, с 1845 года — подполковник, с 1847 года — полковник. При республиканском правительстве был произведён в бригадные генералы, командовал войсками в Оране. При подавлении восстания в Кабилии в 1851 году был серьёзно ранен, когда лично командовал атакой своей бригады в ущелье Монагал. В 1853 году вернулся во Францию и был произведён в дивизионные генералы.

## Крымская война
В 1854—1855 годах участвовал в Восточной (Крымской) войне, во время которой вначале командовал 2-й дивизией. В сражении на Альме командовал правым крылом французских войск и провёл успешную фланговую атаку, причём смог переправить артиллерию через считавшимися непроходимыми ущелья. Во время сражения под Балаклавой 25 октября 1854 года, будучи командиром обсервационного корпуса, пришёл на помощь британской бригаде лёгкой кавалерии, проведшей самоубийственную атаку на позиции русской артиллерии; действия Боске позволили кавалеристам избежать полного уничтожения. Ему приписываются слова C’est magnifique, mais ce n’est pas la guerre: c’est de la folie («Это великолепно, но это не война: это безумие»), характеризующие действия британской лёгкой кавалерии в этом сражении. 5 ноября 1854 года отличился в сражении под Инкерманом, в котором его инициативные действия (подход удачно размещённого им французского резерва на помощь британцам) обеспечили победу союзных войск.
Французский писатель Луи Буссенар в своём романе «Герои Малахова кургана» дал такую характеристику этого военачальника:

К лагерю зуавов подходит пешком генерал, один, без свиты. Его узнают и кричат: — Это Боске, неустрашимый Боске! Боске, обожаемый солдатами! Самый популярный из всех генералов африканской армии. Накануне битвы он запросто, как отец, обходит дивизию, без свиты, без штаба, без церемоний, и это ещё больше усиливает его обаяние! Великолепный и ещё молодой солдат! Произведённый в бригадные генералы в тридцать восемь лет, он одиннадцать месяцев тому назад как получил дивизию, хотя ему нет ещё сорока четырёх лет! Высокого роста, великолепно сложенный, гибкий и деятельный, с красивой энергичной головой, он внушает доверие и симпатию. В его широком жесте, огненном взоре, в звучном гасконском голосе, который гремит как раскаты грома, чувствуется великий вождь, великий знаток человеческого сердца. Да, он так красив, увлекателен, смел, что вошел в пословицу: Храбр, как Боске. И ничего банального, потому что Боске — герой, который смущается от этого восторга, криков, восклицаний, виватов.

После первых побед в войне Боске принял командование наблюдательным корпусом из двух дивизий, прикрывавшим силы союзников. В 1855 году во время штурма Малахова кургана был тяжело ранен, после чего вынужден вернуться во Францию.

## Последние годы жизни
С февраля 1856 года — сенатор, с 26 марта 1856 года — маршал Франции. Его смерть была связана с последствиями ранений, подорвавших здоровье военачальника.
В память о маршале Боске в Париже названа улица (avenue Bosquet).

## Награды
- Орден Почётного легиона:
  - Кавалер большого креста (22.09.1855)
  - Великий офицер (21.10.1854)
  - Командор (7.08.1851)
  - Офицер (10.12.1849)
  - Кавалер (15.05.1838)
- Воинская медаль (1.11.1855)
- Орден Бани, рыцарь большого креста (Великобритания)
- Крымская медаль (Великобритания)
- Орден Меджидие 1-го класса (Турция)